# 少年タイヤ
『少年タイヤ』（しょうねんタイヤ）は、2001年4月10日から2002年3月19日までフジテレビで放送されたバラエティ番組。メインを務めた少年隊の冠番組でもある。放送時間は毎週火曜 24:55 - 25:25 (JST) 。
番組は後期に入ってから、人気演劇をジャニーズ事務所所属タレントなどがキャスティングで披露するコーナー「セレクトドラマ」を始めたが、これが後継番組の『演技者。』→『劇団演技者。』へと発展していった。

## 出演者
- 少年隊
  - 錦織一清
  - 植草克秀
  - 東山紀之
- 滝川クリステル（当時共同テレビアナウンサー）
- ほか

## コーナー
- ロケ企画「男道を極めよう」
- セレクトソング：少年隊がヒット曲をカバーし、歌い踊る。バックにはMusical Academyがついた。DVD化されている。
- セレクトドラマ：「熱海殺人事件」「ジプシー」「青木さん家の奥さん」「室温〜夜の音楽〜」の4作品。すべて『演技者。』のDVDに収録。詳しくは後述。

## セレクトドラマ

### 第1弾作品：熱海殺人事件
2001年10月16日 - 11月6日：全4話、2001年11月13日：特別篇（メイキング・ダイジェスト等）

#### キャスト
木村伝兵衛：東山紀之
警視庁の部長刑事。
熊田留吉：植草克秀
新人刑事。
大山金太郎：錦織一清
殺人事件の容疑者。
水野朋子：藤谷美和子
婦警。伝兵衛の愛人。別の男（静岡県）と結婚する予定。
山口アイ子：藤谷美和子
殺人事件の被害者。
刑事：松岡昌宏（TOKIO）
刑事。
警官：今井翼（当時タッキー&翼）
巡査。

#### スタッフ
- 原作：つかこうへい
- 脚本：RUP
- 演出：河毛俊作

### 第2弾作品：ジプシー
2001年11月20日 - 12月11日：全4話、2001年12月18日：特別篇（メイキング・ダイジェスト等）

#### キャスト
芝崎孝史：東山紀之
夫。34歳。
芝崎秀子：小西真奈美
妻。27歳。
現場監督：植草克秀
建築現場の監督。本社社員。
カンさん：六角精児
建築作業現場の親方。
ロク：相葉雅紀（嵐）
建築作業員。
トク：河原さぶ
流浪の民の家族の長老。祖父
タケマツ：有馬自由
流浪の民の家族の父。長老の息子。
アサ：中原三千代
流浪の民の家族の母。
ウシオ：町田慎吾
流浪の民の家族の長男。
タマキ：米花剛史
流浪の民の家族の次男。
シゲル：屋良朝幸
流浪の民の家族の三男。
アキラ：辰巳雄大
流浪の民の家族の四男。ゴミ占いができる。
コンビニのバイト店員：長野博（20th Century）
トクに万引きされたコンビニの店員。自身も万引きの前科あり。

#### スタッフ
- 原作：横内謙介（扉座）
- 脚本：羽原大介
- 演出：大根仁

### 第3弾作品：青木さん家の奥さん
2002年1月8日 - 1月22日：全4話、2002年1月29日：特別篇（メイキング・ダイジェスト等）

#### キャスト
サトシ：大野智（嵐）
酒屋の新人店員。元高校球児。
マサキ：相葉雅紀（嵐）
先輩店員。
ショウ：桜井翔（嵐）
先輩店員。
タケオ：小川岳男
先輩店員。
マサ君：河原雅彦
先輩店員。
青木さん家の奥さん：さとう珠緒

#### スタッフ
- 原作：内藤裕敬（南河内万歳一座）
- 脚本：羽原大介
- 演出：岡村俊一

### 第4弾作品：室温〜夜の音楽〜
2002年2月5日 - 3月19日：全6話。なお、この作品は全6話なので、特別篇（メイキング・ダイジェスト等）は放送されなかった。※DVDには収録されている。

#### キャスト
間宮マサキ：長野博（V6）
12年前、当時女子高生のサオリを殺した4人の犯人のうちの1人。少年C。
下平：坂本昌行（V6）
警官。密かにキオリと不倫関係にある。
木村：井ノ原快彦（V6）
タクシー運転手。霊視能力がある。手癖が悪い。
海老沢十三：内田紳一郎
作家。サオリ・キオリの父。
海老沢キオリ：ともさかりえ
十三の娘。サオリの双子の姉。
赤井ユカ：村岡希美（ナイロン100℃）
十三を尋ねた女。実は少年A：藤崎（ふじさき）の姉。
十日市：二瓶鮫一
挨拶に現れた老人の霊。
冨樫刑事：佐藤剛成

小峰刑事：伊藤弘雄

子供の声：前橋龍介

死者たち：たま
死者たち。

#### スタッフ
- 原作・脚本：ケラリーノ・サンドロヴィッチ（ナイロン100℃）
- 構成：高須晶子
- 演出：大野仁

## エンディングテーマ
- TOMATO JUICE （少年隊）
- プリマヴェラ〜灼熱の女神〜（少年隊）